# 10468 Itacuruba
10468 Itacuruba eller 1981 EH9 är en asteroid i huvudbältet som upptäcktes den 1 mars 1981 av den amerikanska astronomen Schelte J. Bus vid Siding Spring-observatoriet. Den är uppkallad efter den brasilianska staden Itacuruba.